# Megalithanlagen von Brüssow-Hammelstall
Die Megalithanlagen von Brüssow-Hammelstall befinden sich in einem Wald südlich von Brüssow in Brandenburg. Brüssow liegt nördlich von Prenzlau, im Bereich der Märkischen Eiszeitstraße, nur wenige Kilometer von der Grenze zu Vorpommern. Im Wald ist ein Naturlehrpfad angelegt, an dem eine Steinkiste und ein erweiterter Dolmen liegen. Der Nordosten des Landkreises Uckermark und das Gebiet nördlich davon ist ungewöhnlich reich an Steinkisten.

## Der erweiterte Dolmen

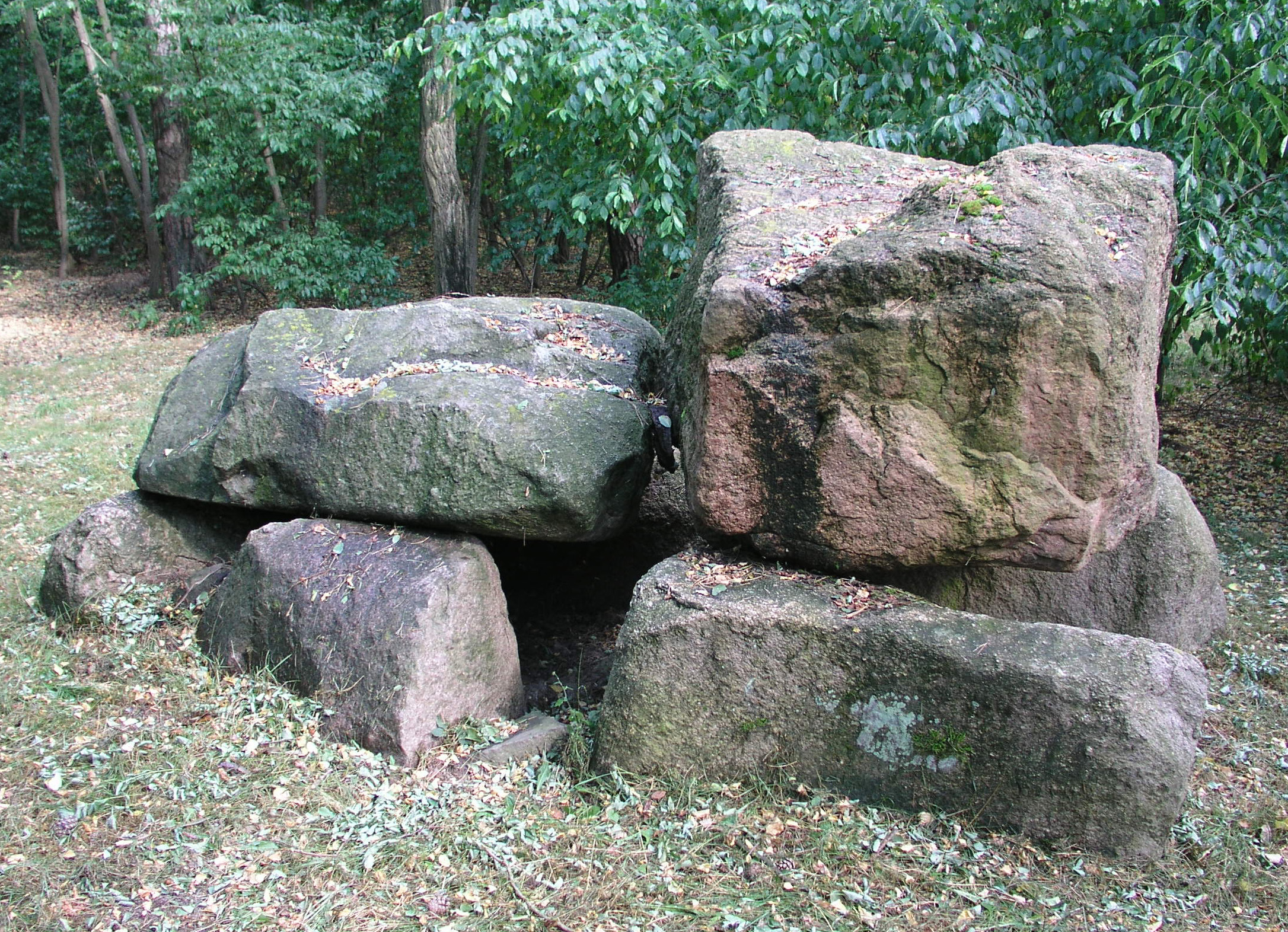
Erweiterter Dolmen

Der aus Granitfindlingen erstellte Dolmen liegt am Hammelstaller Berg. Die Megalithanlage der Trichterbecherkultur (TBK) ist von einem niedrigen Rundhügel umgeben. Die Innenmaße der Kammer betragen 2,5 × 0,9 m. Die nordöstliche Schmalseite wird durch den Endstein gebildet, die beiden Langseiten bestehen aus je zwei 1,15 m bzw. 1,45 m hohen Tragsteinen. Auf den Tragsteinen liegen zwei etwa vier Tonen wiegende Decksteine. An der südwestlichen Schmalseite liegt der Zugang. Ein Schwellenstein wurde nicht gefunden. Die 1845 erstmals erwähnte östlichste deutsche Anlage dieses Typs war bereits im 19. Jahrhundert (Zeitschr. f. Ethnologie von 1891 S. 487) gestört. An Funden waren nur einige Gefäßscherben der TBK erhalten. Um 1900 wurde der Dolmen auf Veranlassung des Uckermärkischen Museums- und Geschichtsvereins rekonstruiert.

## Die Steinkiste

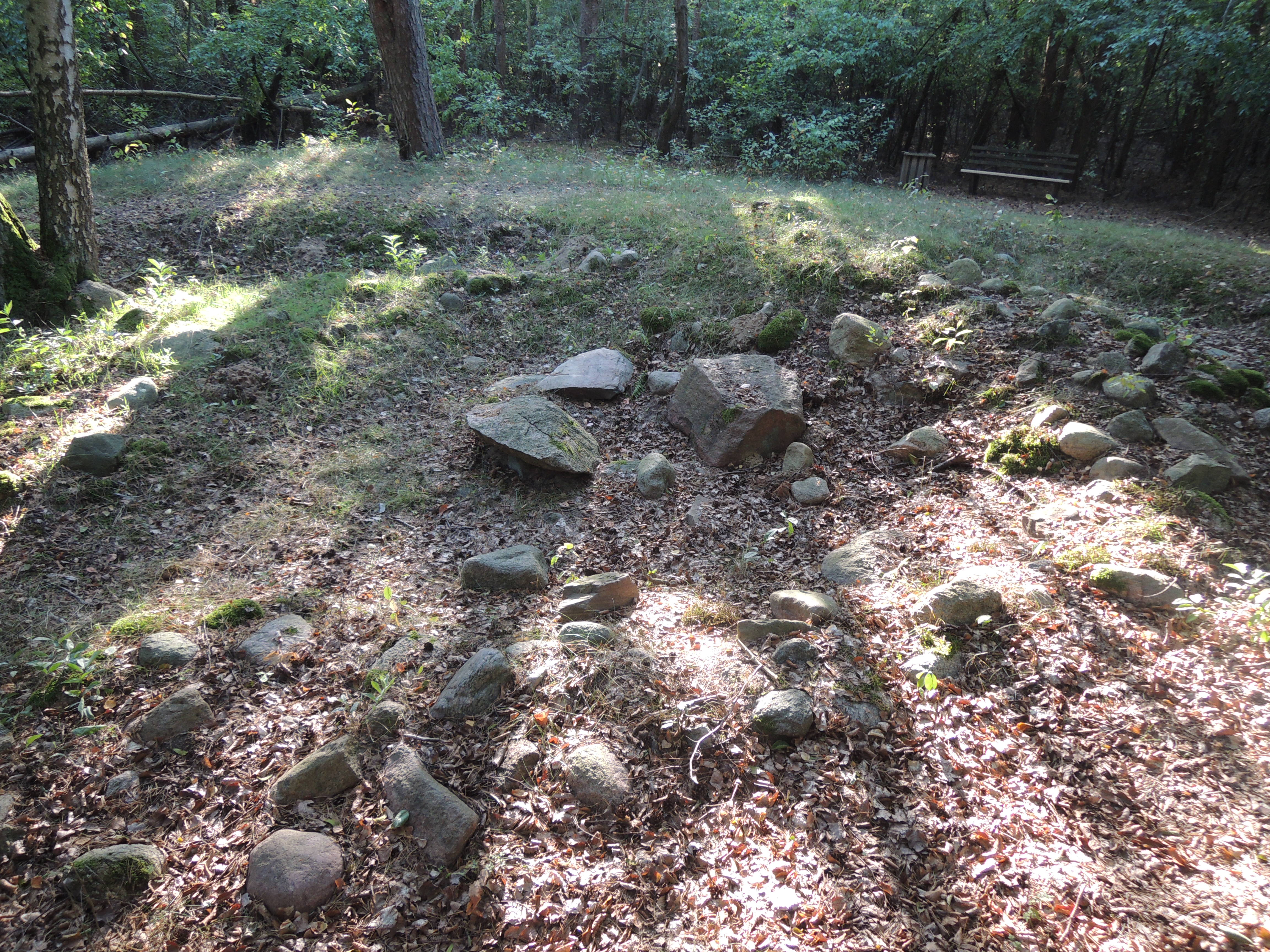
Steinkiste

Die erst 1976 entdeckte Steinkiste von Brüssow-Hammelstall liegt in einem Hügel aus großen Steinbrocken und hat zwei Decksteine. Die allseits geschlossene Blockkiste ist im Boden eingesenkt und Nordwest-Südost ausgerichtet. Drei Seiten werden aus dicken Steinblöcken, die südöstliche Schmalseite aus einer dünnen Steinplatte gebildet. Der Kammerboden war mit rotem Sandstein gepflastert, darüber war ein Lehmestrich verstrichen. Die Kiste wurde ausgegraben. In der Kammer befanden sich Skelettreste von mindestens drei Menschen. Die Steinkiste stammt wahrscheinlich aus der frühen TBK. Sie wurde jedoch nachgenutzt. Die gefundenen Keramikbeigaben werden der Havelländer Kultur zugewiesen. Sie bestehen aus einer Henkeltasse und einem kleinen verzierten Hängegefäß. In der Nähe befindet sich die neolithische Nekropole von Wollschow.